# Burgfeld (Gemeinde Dechantskirchen)
Burgfeld ist eine Ortschaft in der Gemeinde Dechantskirchen im Bezirk Hartberg-Fürstenfeld in der Steiermark. Die Ortschaft hat 116 Einwohner (Stand 1. Jänner 2024).
Die weiträumige Streusiedlung nördlich von Dechantskirchen besteht aus dem Ort Burgfeld, der Rotte Hötting und einer Einzellage. Der Ort wurde erstmals 1209 urkundlich erwähnt, als ein Ulrich von Burgfeld bei einer Beurkundung auf Burg Thalberg als Ritter im Gefolge der Krumbacher aufscheint.

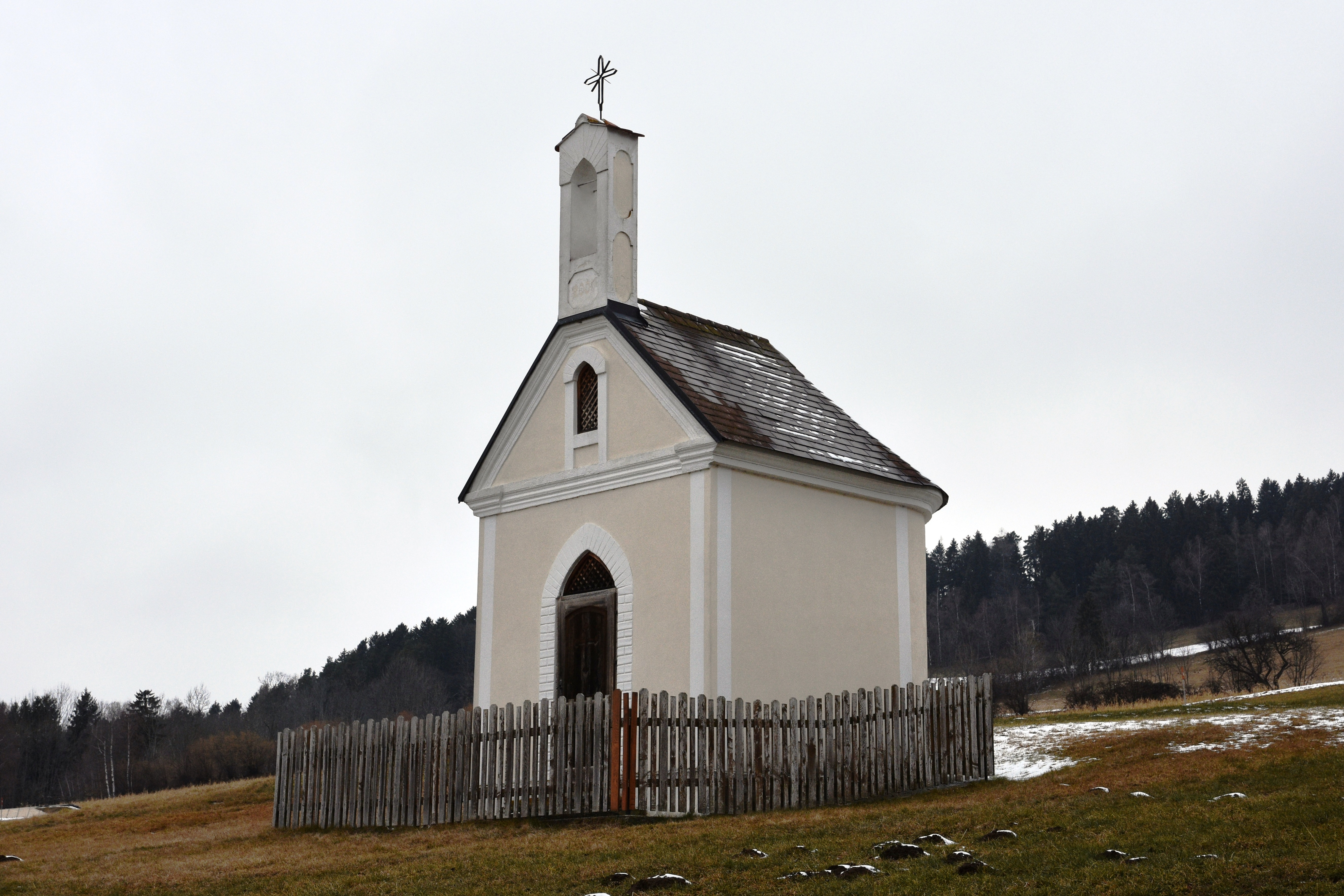
Kapelle Burgfeld